# Aleuropteryx arabica
Aleuropteryx arabica är en insektsart som beskrevs av Meinander 1977. Aleuropteryx arabica ingår i släktet Aleuropteryx och familjen vaxsländor. Inga underarter finns listade i Catalogue of Life.